# Lažidimnjača
Lažidimnjača ( lat. Pseudofumaria) je maleni biljni rod trajnica iz porodice makovki, dio tribusa Fumarieae, potporodica dimnjača (Fumarioideae).
Postoje dvije priznate vrste raširene od Alpa na jug do Grčke. U Hrvatskoj raste jedna vrsta,  žuta lažidimnjača ili Pseudofumaria lutea

## Vrste
1. Pseudofumaria alba (Mill.) Lidén; 3 podvrste
2. Pseudofumaria lutea (L.) Borkh.